# Bashaha
Bashaha (nep. बसाहा) – gaun wikas samiti we wschodniej części Nepalu w strefie Sagarmatha w dystrykcie Udayapur. Według nepalskiego spisu powszechnego z 2001 roku liczył on 1833 gospodarstw domowych i 9946 mieszkańców (5142 kobiet i 4804 mężczyzn).